# Paul Halpern

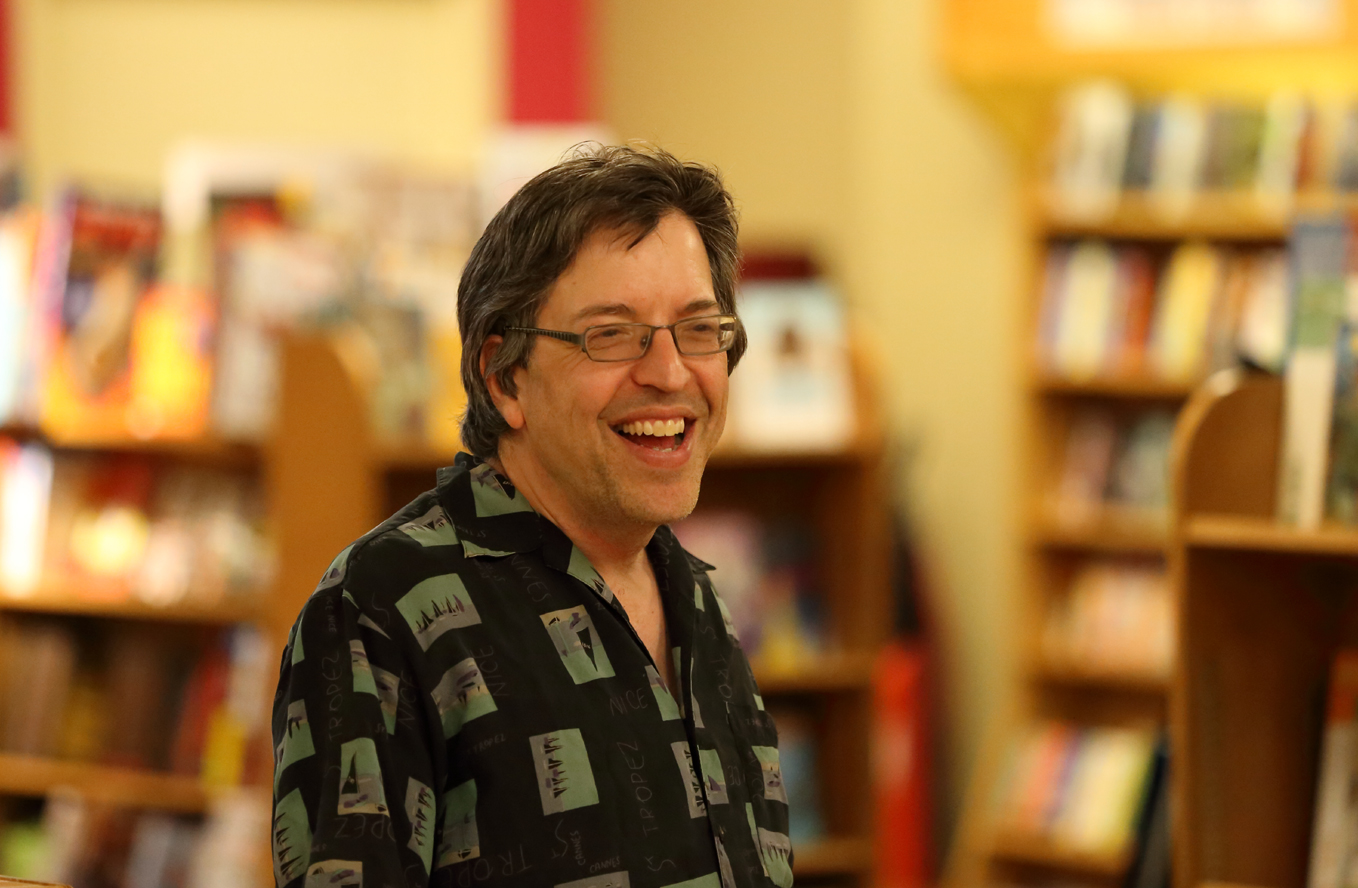
Paul Halpern (2015)

Paul H. Halpern (* 15. Januar 1961 in Philadelphia) ist ein US-amerikanischer Physiker. Er ist bekannt für eine Reihe populärwissenschaftlicher Bücher.
Halpern studierte an der Temple University mit dem Bachelor-Abschluss 1982 und an der State University of New York at Stony Brook mit dem Master-Abschluss 1984 und der Promotion in Theoretischer Physik 1987. Danach war er Visiting Assistant Professor am Hamilton College. Halpern war ab 1988 Associate Professor und ist seit 1999 Professor für Physik an der University of the Sciences in Philadelphia.
2002 wurde ihm ein Guggenheim-Stipendium zugesprochen. 1996 war er als Fulbright-Stipendiat an der Humboldt-Universität Berlin.
Halpern ist Autor einiger populärwissenschaftlicher Bücher und absolviert Auftritte in Radio und Fernsehen. In seinen populärwissenschaftlichen Büchern befasst er sich mit Astrophysik und Kosmologie, dem Problem der Zeit und Zeitreisen sowie außerirdischem Leben und Exoplaneten. Als Wissenschaftler befasst er sich mit der Chaostheorie, unter anderem in der Allgemeinen Relativitätstheorie.
Er ist Fellow der American Physical Society.
Er ist seit 1994 verheiratet und hat zwei Kinder.

## Bibliografie
- The Quantum Labyrinth: How Richard Feynman and John Wheeler Revolutionized Time and Reality. Basic Books, 2017, ISBN 978-0-465-09758-6.
- Einstein's Dice and Schrödinger's Cat: How Two Great Minds Battled Quantum Randomness to Create a Unified Theory of Physics. Basic Books, 2015, ISBN 978-0-465-07571-3.
- Edge of the Universe:  A Voyage to the Cosmic Horizon and Beyond. Wiley, New York 2012, ISBN 978-0-470-63624-4.
- Collider: The Search for the World’s Smallest Particles. Wiley, New York 2009, ISBN 978-0-470-28620-3.
- What’s Science Ever Done for Us? What the Simpsons Can Teach Us About Physics, Robots, Life, and the Universe. New York:. Wiley, 2007, ISBN 978-4-7011-4606-9. in deutscher Übersetzung: Schule ist was für Versager: Was wir von den Simpsons über Physik, Biologie, Roboter und das Leben lernen können. Rowohlt-Taschenbuch-Verlag, Reinbek bei Hamburg 2008, ISBN 978-3-499-62385-1.
- Brave New Universe: Illuminating the Darkest Secrets of the Cosmos. National Academies Press, 2006, ISBN 978-0-309-10137-0 (mit Paul Wesson).
- The Great Beyond: Higher Dimensions, Parallel Universes and the Extraordinary Search for a Theory of Everything. Wiley, New York 2004, ISBN 978-0-471-46595-9.
- The Cyclical Serpent: Prospects for an Ever-Repeating Universe. Basic Books, 2003, ISBN 978-0-7382-0884-8.
- Countdown to Apocalypse: A Scientific Exploration of the End of the World. Perseus, 2000, ISBN 978-0-7382-0358-4.
- The Quest for Alien Planets: Exploring Worlds Outside the Solar System. Plenum, New York 1997, ISBN 0-306-45623-0.
- Cosmic Wormholes: The Search for Interstellar Shortcuts. Dutton Adult, 1992, ISBN 978-0-525-93477-6. in deutscher Übersetzung: Löcher im All: Modelle für Reisen durch Raum und Zeit. Rowohlt, Reinbek bei Hamburg 1997, ISBN 3-499-60356-X.